# Base navale de Coonawarra
La base navale de Coonawarra (ou HMAS Coonawarra) est une base de la marine militaire australienne située dans la ville de Darwin et abritant douze navires de la Royal Australian Navy. 

## Histoire
Au cours de la Première Guerre mondiale, le port de Darwin a été utilisé comme centre d'approvisionnement en charbon pour les navires de guerre, mais il n'était pas considéré comme une base navale. 
Au cours des années 1930, la marine a construit des réservoirs à carburant sur le port, pouvant contenir environ 90 000 tonnes de pétrole. Tous ont été détruits dans l'attaque japonaise sur Darwin le 19 février 1942. 
Le premier dépôt de la marine à Darwin a été créé en janvier 1935. Il s'agit d'un dépôt de la Réserve navale, commandée par le capitaine de corvette HP Jarrett. À ce moment-là, Darwin faisait partie de la Réserve navale du district de Queensland. En 1937, la base navale de district du Territoire du Nord a été séparée du district de Queensland, et le premier officier de marine du district, le capitaine de corvette JH Walker, a été nommé. En 1939, sur recommandation de la commission de la défense impériale, un puissant émetteur radio fut construit. La période précédant la Seconde Guerre mondiale a vu une accumulation de personnel, la mise en place d'installations de ravitaillement, une augmentation des capacités de stockage et, plus tard, la marine a payé pour améliorer l'approvisionnement de Darwin en eau afin de fournir un approvisionnement adéquat en eau pour les navires de guerre de passage. 
Au début de la Seconde Guerre mondiale, le dépôt de Darwin a été nommé Penguin, puis le 1er août 1940 est officiellement devenu la base navale Melville. Tout au long de la Seconde Guerre mondiale, les stations de transmission sans fil de la base ont fourni des services de communications pour aider les opérations alliées dans le Sud-Ouest du Pacifique. La base a subi des dommages importants au cours des bombardements japonais sur la ville. 
Après la Seconde Guerre mondiale, la base a continué à être connue sous le nom de Melville. Le développement de Darwin pendant les années 1950 et 1960 a vu se réduire la taille de la base  Melville avec une croissance continue du personnel de la marine basé à Darwin. Il a été décidé de déclasser Melville et de déplacer la base navale à Coonawarra. Bien que la base ait été transférée à Coonawarra le 16 mars 1970, les installations de Melville sont restées opérationnelles jusqu'à leur destruction par le cyclone Tracy, le 25 décembre 1974. 
Au cours des dernières années Coonawarra a été élargi en une installation navale moderne. 
Le quai peut accueillir six navires. La base offre des services tels que le carburant, l'électricité, l'air comprimé, l'assainissement, l'aspiration des déchets huileux et la vidange des cuves est disponible aux points d'accostage. L'installation permet de recevoir des navires avec un tirant d'eau de deux mètres, de lever un navire de 750 tonnes à une vitesse de 420 millimètres par minute et est conçue pour résister aux cyclones.

## Navires stationnés sur la base
- HMAS Balikpapan (L 126) (en)
- HMAS Betano (L 133) (en)
- HMAS Armidale (ACPB 83)
- HMAS Larrakia (ACPB 84)
- HMAS Bathurst (ACPB 85)
- HMAS Albany (ACPB 86) (en)
- HMAS Pirie (ACPB 87)
- HMAS Maitland (ACPB 88)
- HMAS Ararat (ACPB 89)
- HMAS Broome (ACPB 90)
- HMAS Maryborough (ACPB 95)
- HMAS Glenelg (ACPB 96)